# Charlie Sells
Charles Ogden Sells, detto Charlie (Seattle, 15 gennaio 1940 – 16 settembre 2012), è stato un cestista statunitense, professionista nella ABL.

## Carriera
È stato selezionato dai St. Louis Hawks al decimo giro del Draft NBA 1962 con l'83ª scelta assoluta.
Ha giocato in seguito nella ABL con i Long Beach Chiefs.